# Pino Rauti
Giuseppe Umberto Rauti, detto Pino (Cardinale, 19 novembre 1926 – Roma, 2 novembre 2012), è stato un politico e giornalista italiano, segretario nazionale del Movimento Sociale Italiano dal 1990 al 1991, del Movimento Sociale Fiamma Tricolore dal 1995 al 2002 e del Movimento Idea Sociale dal 2004 al 2012.

## Biografia

### Il gruppo deLa Sfida
Giovanissimo volontario nella RSI fu inquadrato nella Guardia Nazionale Repubblicana. Dopo la prigionia nel 1947 si ritrovò a Roma dove militò sia nei FAR sia al Fronte giovanile del MSI (poi Raggruppamento giovanile studenti e lavoratori). Presto entrò in polemica con la dirigenza del partito e il 17 luglio 1947, in un convegno intitolato "Non siamo socialisti", contestò le tesi di coloro che vedevano nel fascismo una sorta di "socialismo nazionale" invece che un'ideologia che oltrepassava i classici significati di destra e sinistra. Il concetto, poi approfondito da Enzo Erra su "Rivolta Ideale", costituì la base di partenza della concezione "spiritualista" che fu a lungo maggioritaria nel mondo giovanile missino. Spiega Rauti: "Non eravamo una forza conservatrice né un filone del socialismo: avevamo una filosofia specifica e originale, una nostra concezione della vita".
Dal gennaio 1948 Rauti collaborò a La Sfida, la rivista dei giovani missini. La rivista fu fortemente influenzata dalle tesi del filosofo Massimo Scaligero che in seguito introdusse i giovani missini alla lettura dei testi di Julius Evola. Insieme con Enzo Erra, alla maggior parte del movimento giovanile, al I Congresso missino di Napoli Rauti si schierò in opposizione ai vecchi schieramenti contrapposti tra destra e sinistra o tra Unione Sovietica e Stati Uniti d'America, oppure tra socialismo e capitalismo.

### Julius Evola e il processo contro i nuovi FAR

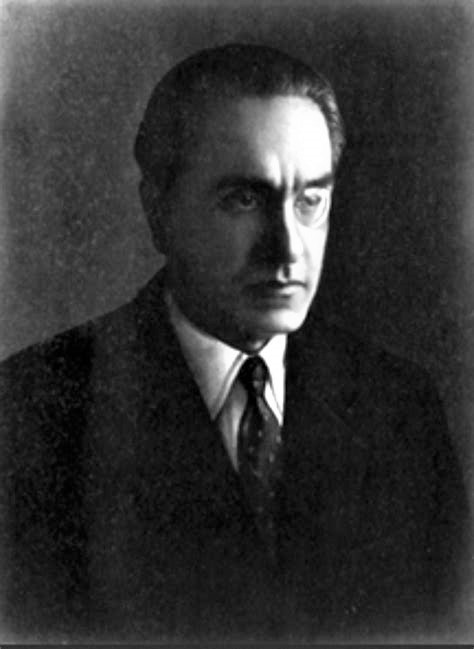
Il filosofo Julius Evola influenzò il giovane Rauti e l'intera redazione dellImperium

Approfondita la conoscenza di Evola, Rauti ed Erra chiudono il giornale La Sfida e nel gennaio 1950 fondano una nuova rivista, Imperium.
Nello stesso anno numerosi furono i dibattiti organizzati dal Partito Comunista Italiano, favoriti da Enrico Berlinguer, all'epoca segretario della FGCI, cui erano invitati i giovani missini. A molti di questi dibattiti fu invitato direttamente Rauti.
(Pino Rauti)
La rivista Imperium vide la pubblicazione di soli quattro numeri e fu sospesa nel dicembre 1950 per l'arresto di Rauti, De Perini, Lucci Chiarissi, Serpieri, Brandi, Pozzo ed Erra che facevano parte del gruppo di redattori in relazione alle indagini sui nuovi FAR. Gli arrestati furono accusati, da una fonte che restò sempre anonima, di due attentati dinamitardi avvenuti il 16 novembre 1950 contro il PRI e il PSU, i due partiti che avevano proposto lo scioglimento del MSI. In realtà, in relazione agli attentati non emerse mai nulla ma il rinvenimento dello statuto dei FAR in casa di De Perini e di una lettera in possesso di Rauti indirizzò le indagini principalmente sull'accusa di ricostituzione del disciolto Partito Fascista. Pur incarcerato Rauti continuò a far uscire articoli per la rivista Asso di bastoni, facendoli uscire dal carcere con l'aiuto del cappellano. Il 12 marzo 1951, in piena questione triestina, gli attentati proseguirono nonostante gli arresti di Rauti e di Erra e a Roma furono fatte brillare bombe contro il Ministero degli Esteri, l'ambasciata statunitense e la sede della delegazione jugoslava il 12 marzo 1951. Ai primi di maggio, fu fatta uscire una edizione apocrifa di Imperium, preparata stavolta da Fausto Gianfranceschi e Clemente Graziani e il 24 maggio 1951 scattarono numerosi gli arresti fra cui quelli di Fausto Gianfranceschi, Clemente Graziani, Franco Petronio, Egidio Sterpa e Franco Dragoni. La retata scattò dopo che l'ufficio politico di Federico Umberto D'Amato della questura di Roma aveva scoperto che l'ultimo numero di Imperium era stato stampato nella stessa tipografia in cui erano stati stampati i volantini di rivendicazione firmati "Legione Nera". Il 6 luglio diversi arrestati, tra cui Egidio Sterpa, furono rilasciati.
Tra gli arrestati anche il filosofo Julius Evola, considerato l'ispiratore del gruppo, che fu prelevato e portato a Regina Coeli. Il processo si aprì il 10 ottobre ma le scarse prove raccolte indebolirono l'accusa al processo e lo stesso pubblico ministero Vincenzo Sangiorgi ammise che non vi erano legami tra la rivista Imperium e l'organizzazione dei FAR-Legione Nera.
Il 20 novembre 1951 la corte d'assise stabilì che anche la semplice appartenenza ai FAR implicava il reato di ricostituzione del disciolto Partito Fascista oltre a considerare anche le singole posizioni degli imputati, pertanto tutti coloro per cui non fu assodata la militanza nei FAR furono scagionati: Graziani, Gianfranceschi e Dragoni furono condannati a un anno e undici mesi e altri dieci imputati a pene minori. Tutti gli altri furono assolti. Tra loro Rauti, Erra ed Evola, che fu difeso gratuitamente dall'avvocato Francesco Carnelutti. Con la fine del processo si concluse definitivamente anche l'adozione della sigla FAR. La vicenda fu mitizzata dai giovani di destra e provocò un maggiore afflusso alle riunioni che già si tenevano a casa di Evola.
Rauti partecipò al III Congresso missino a L'Aquila nel 1952, la corrente evoliana fu per l'occasione battezzata con l'ironico soprannome di "Figli del Sole" che li indicava come giovani caratterizzati per la "loro intransigenza dottrinale". Dopo il congresso il sodalizio con Enzo Erra cominciò a incrinarsi per la scelta di quest'ultimo di avvicinarsi alla corrente moderata di Augusto De Marsanich e di Arturo Michelini. La rottura si consumò il 5 luglio 1953 quando i due giovani missini si trovarono a votare in Comitato centrale due diversi ordini del giorno, Erra a favore della segreteria di Marsanich e Rauti uno contrario.

### La fondazione del Centro Studi Ordine Nuovo
Il 14 novembre 1953 Rauti si dimise dal suo incarico in seno al comitato centrale e il 15 novembre tenne la prima riunione del gruppo di "Ordine nuovo" strutturata come una componente interna del MSI.
Nel gennaio 1954 nel corso del IV Congresso di Viareggio ad Augusto De Marsanich succedette a segretario di Arturo Michelini. Nel corso del Congresso, Rauti, Nicosia e Erra, che erano tra i più noti rappresentanti del gruppo giovanile, proposero lo spostamento del partito su posizioni più intransigenti e la rivisitazione del Fascismo in chiave più critica ricollegandosi soprattutto all'impostazione tradizionalista-spiritualista di Evola e in particolare al saggio Orientamenti, pubblicato per la prima volta nel 1950 dalla rivista Imperium. Dopo il Congresso di Viareggio Rauti si pose su posizioni estremamente critiche verso la nuova classe dirigente ritenendo che il partito avesse perso ogni aspirazione rivoluzionaria.
Nel novembre 1956, Arturo Michelini al V Congresso di Milano fu nuovamente, seppur di stretta misura, riconfermato segretario. Al fine di contrastarne l'elezione la corrente spiritualista, che ormai ha assunto il nome di "Ordine Nuovo", si presentò alleata con la sinistra missina ma inutilmente. Rauti non accettandone ideologicamente la strategia dell'inserimento, alla guida della corrente "spiritualista" di Ordine Nuovo uscì dal MSI. Il 14 gennaio 1957 i dirigenti di Ordine Nuovo inviarono una dura lettera al segretario nazionale missino, contestandone la linea e di fatto dando il via alla scissione. Il gruppo scissionista, guidato da Rauti, in cui figuravano Clemente Graziani, Paolo Signorelli, Stefano delle Chiaie, Giuliano Bracci e Marcello Perina, fondò ufficialmente il Centro Studi Ordine Nuovo.
Ordine Nuovo aprì in breve tempo diverse sedi in Italia, che nel 1966 arrivò ad avere 3.500 iscritti, utilizzando come simbolo l'ascia bipenne. Il Centro Studi Ordine Nuovo si impegnò in attività esclusivamente culturale tenendosi anche lontano dalle competizioni elettorali. Unica concessione fu fatta ai giovani guidati da Delle Chiaie che per le elezioni politiche del 1958 lanciò la campagna, per primo in Italia, a favore della scheda bianca, ma senza utilizzare la sigla di "Ordine Nuovo". Nel 1959 Delle Chiaie, in polemica con Rauti che non voleva impostare il Centro Studi come un movimento politico, uscì con il proprio gruppo denominato "Avanguardia Nazionale Giovanile".
L'impostazione data al gruppo da Rauti si discostò totalmente dalla tradizione missina, ricercando nuovi autori di riferimento anche in figure allora più marginali dell'estremismo di destra o dei "fascismi sconosciuti" come Corneliu Codreanu, Giuseppe Tucci, Pio Filippani Ronconi e René Guénon e cominciando a immaginare, contrapposta alla dicotomia USA-URSS, una "Europa Nazione".
In breve tempo l'influenza culturale di Ordine Nuovo, con la sua visione eroica e aristocratica di impostazione evoliana esercitò una forte influenza sui giovani militanti di destra rimasti nel MSI che non rinunciarono a richiederne la partecipazione ufficiale ai Convegni del movimento giovanile come quello di Perugia del gennaio 1967 organizzato dal FUAN.
Nel maggio del 1965 l'istituto di studi militari Alberto Pollio organizza un convegno sulla "guerra rivoluzionaria", a Roma all'Hotel Parco dei Principi, che viene finanziato dallo Stato Maggiore dell'esercito: si trattava di un raduno fra fascisti, alte cariche dello Stato e imprenditori: Rauti presenta una relazione su "La tattica della penetrazione comunista in Italia". Il convegno passerà alla storia per aver raccolto i principali imputati e organizzatori della strategia della tensione, delle stragi e dei tentativi di golpe che si susseguiranno nei successivi venti anni, in parte anticipati e schematizzati teoricamente nel corso del convegno.

Rauti con Giorgio Almirante nel 1969, in occasione del suo rientro nel MSI

Nel frattempo, le piazze italiane furono dominate dal movimento del Sessantotto. Con l'arrivo alla segreteria del MSI nel 1969 di Giorgio Almirante che il 10 luglio 1969 aveva lanciato un appello rivolto soprattutto a Ordine Nuovo "ai camerati che hanno abbandonato il partito", buona parte dei dirigenti rientrò nel partito e Rauti fu immediatamente inserito in direzione nazionale. La decisione di rientrare nel MSI provocò contestazioni all'interno di Ordine Nuovo e Rauti giustificò la propria decisione con la "necessità vitale di inserirsi dalla finestra nel sistema da cui eravamo usciti dalla porta, per poter usufruire delle difese che il sistema offre attraverso il Parlamento".
Quasi tutti i dirigenti rientrarono nel MSI mentre una minoranza, sotto la guida carismatica di Clemente Graziani, il 21 dicembre fondarono Ordine Nuovo.
Successivamente Franco Freda e altri esponenti di estrema destra entreranno a far parte di Ordine Nuovo. Negli anni 1960 e anni 1970, il nome di questa organizzazione verrà usato per rivendicare una serie di attentati, cui Rauti risulterà sempre estraneo.

### Le indagini giudiziarie

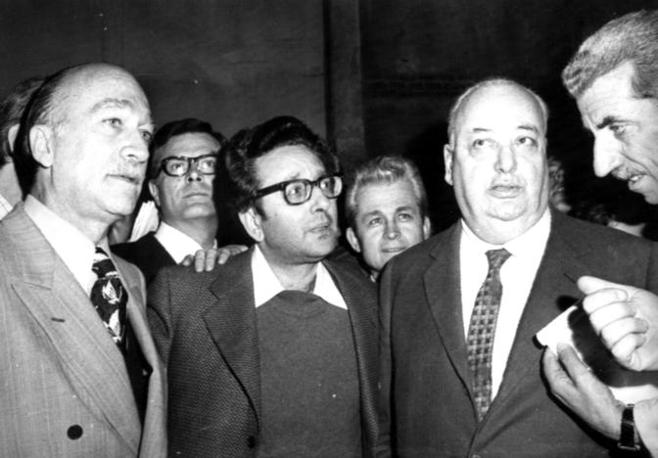
Almirante e Nencioni accolgono Rauti all'uscita di san Vittore dopo la scarcerazione il 24 aprile 1972

Il 4 marzo 1972 il giudice Giancarlo Stiz, di Treviso, emette mandato di cattura contro Rauti per gli attentati ai treni dell'8 e 9 agosto 1969. Successivamente l'incriminazione si estenderà agli attentati del 12 dicembre (tra cui la strage di piazza Fontana), per cui fu anche incarcerato alcuni giorni, venendo scarcerato il 24 aprile 1972, prima di essere eletto deputato. Nel 1974, con la rivoluzione dei garofani in Portogallo, viene scoperta l'organizzazione eversiva internazionale fascista Aginter Press, con la quale ha stretti rapporti anche Rauti attraverso l'agenzia Oltremare per la quale lavora.
Nessuna di queste inchieste ha mai accertato qualche reato a suo carico.
Successivamente Pino Rauti fu inquisito per la strage di piazza della Loggia a Brescia e in merito il 15 maggio 2008 è stato rinviato a giudizio. Assolto "per non aver commesso il fatto" il 16 novembre 2010: nelle richieste del pm Roberto Di Martino, per quanto concerne la posizione di Pino Rauti, il pm chiede l'assoluzione, affermando che la sua è una "responsabilità morale, ma la sua posizione non è equiparabile a quella degli altri imputati dal punto di vista processuale. La sua posizione è quella del predicatore di idee praticate da altri ma non ci sono situazioni di responsabilità oggettiva. La conclusione è che Rauti va assolto perché non ha commesso il fatto".

### La sinistra interna al MSI

Pino Rauti e Giorgio Bacchi nel 1972

Rauti sosteneva che il fascismo fosse stato un movimento non di destra, bensì di sinistra.
Nel 1972 Rauti fu eletto deputato alla Camera nelle file del MSI nella circoscrizione del Lazio, dove verrà sempre rieletto fino alle elezioni del 1992. Dopo la forte avanzata elettorale del 1972 il MSI nelle elezioni successive del 1976 subì un arretramento. Rauti che già alcuni mesi prima delle elezioni aveva cominciato a considerare conclusa l'esperienza della "Destra Nazionale" fortemente voluta da Almirante, si spostò su posizioni di sinistra seguito da tutto il gruppo che proveniva da Ordine Nuovo rappresentando in sostanza l'unica corrente di opposizione interna nel MSI. Fautore di una svolta movimentista, divenne animatore della "sinistra" del MSI-DN, seguito in questo soprattutto dal movimento giovanile. Rauti ha insistito nel corso degli anni su temi quali l'anticapitalismo e il terzomondismo, opponendosi alle posizioni conservatrici dell'ala di maggioranza lanciando anche messaggi all'elettorato di sinistra. Secondo Rauti infatti l'avanzata elettorale del 1972 aveva beneficiato dell'apporto di parte dell'elettorato di sinistra che però all'indomani del lancio del progetto di "grande destra" accarezzato da Almirante era nuovamente rifluito a sinistra. La lotta contro il comunismo secondo Rauti, avrebbe dovuto quindi spostarsi dai vecchi motivi nazionalisti a posizioni alternative di destra, contendendo l'elettorato alla sinistra sui temi sociali. Nel 1973 lanciò altre due riviste Civiltà e Alternativa con l'intento di riaggregare intorno a esse gli intellettuali in dissenso con la linea ufficiale del partito.
Nel corso dell'XI Congresso tenuto a Roma nel 1977 la componente spiritualista di "Linea Futura" che faceva capo a Rauti appoggiò la componente considerata di sinistra guidata da Almirante contrapposta alla destra micheliniana. La vittoria di Almirante comportò la scissione dell'ala moderata di Democrazia Nazionale che lasciò il partito. Si rafforzò pertanto l'anima di sinistra più antisistema dei rautiani che già durante il congresso arrivarono a porre in dubbio anche l'etichetta di "Destra" del MSI-DN. La vittoria almirantiana comportò una sorta di divisione dei compiti, Almirante si impegnò a rigalvanizzare la base dopo la sconfitta elettorale del 1976 e all'ala rautiana fu affidato il compito di impostare le strategie politiche di più ampio respiro spesso discostandosi dalle linee più tradizionali del partito e impostando la posizione anticomunista non più come contrapposizione ideologica, dal momento che - secondo la tesi rautiana - la destra "deve assumere il suo risvolto sociale, protestatario, di alternativa" incominciando una politica aggressiva verso la sinistra ma non in difesa dei ceti borghesi spaventati dal disordine bensì in favore del sottoproletariato urbano con particolare attenzione verso quello meridionale, sintetizzata dallo slogan "Destra, Protesta, Libertà". Il MSI in questa fase fu caratterizzato anche dall'opposizione ostruzionistica insieme con i radicali nel 1978 alle modifiche in senso restrittivo della Legge Reale accusata di essere "liberticida" e poi all'abrogazione della stessa nel referendum nello stesso anno. La componente rautiana esercitò una notevole influenza sul movimento giovanile del partito che ebbe la sua consacrazione nei tre Campi Hobbit il primo dei quali nel 1977, dando così inizio a una stagione di rinnovamento dentro il partito e lanciando il quindicinale "Linea" (1979-1981), e organizzazioni parallele, dal Movimento giovani disoccupati, ai Gruppi Ricerca Ecologica.
La corrente rautiana si distinse invece dal partito nel 1980 per l'opposizione alla campagna per la reintroduzione della pena di morte in Italia che l'MSI aveva lanciato raccogliendo anche l'adesione anche di avversari politici come il deputato socialdemocratico Matteo Matteotti. La campagna per la pena di morte però in parte alienò le simpatie del movimento giovanile.

### La componente diSpazioNuovo
Nel 1979, al XII Congresso di Napoli la corrente rautiana denominata "SpazioNuovo" e quella almirantiana si scontrarono e il dibattito si focalizzò sulla valutazione storica del Fascismo. Secondo la maggioranza guidata da Pino Romualdi rimaneva valida e centrale l'esperienza fascista mentre per la minoranza rautiana del Fascismo si doveva cogliere soprattutto l'afflato antiborghese e rivoluzionario "non riconducibile alla destra". La vittoria congressuale di Romualdi, alleato di Almirante fu schiacciante ma ciò nonostante l'influenza culturale di Rauti sul partito non fu scalfita e si estese sempre più soprattutto nel movimento giovanile grazie anche alle numerose riviste di riferimento, alle case editrici e discografiche. Si riscoprirono autori come Mircea Eliade, Carl Schmitt e la Nouvelle Droite francese di Alain de Benoist.
Nel XIII Congresso di Roma, del 1982 Rauti si propose nuovamente come alternativa ad Almirante pur conscio di non avere prospettive essendosi la sua componente indebolita per l'uscita dal partito di diversi dirigenti. La nuova mozione congressuale di Rauti presentata da "SpazioNuovo", pur riprendendo le tesi già espresse nel Congresso di Roma del 1977, divenne la più compiuta analisi socio-politica della società contemporanea effettuata dalla destra politica, che distaccandosi dalla tradizione fascista tentò di dare risposte moderne alle sfide della nuova società. Si ha un rilancio dei temi ecologisti, terzomondisti e antiamericani con particolare attenzione alla difesa della cultura locale inoltre si ha più attenzione per la cosiddetta "seconda società" rappresentata dai portatori di handicap, le casalinghe, le famiglie dei drogati e i consumatori. Si propose inoltre la penetrazione nella società civile tramite una maggiore preparazione politica giovanile con l'istituzione delle "scuole di partito" ma anche di momenti aggreganti con cineforum, feste e spettacoli ma anche con la creazione di circoli culturali. Come già nel 1979 i rautiani furono sconfitti.
Lo scioglimento della componente rautiana comportò la cooptazione di Rauti alla vicesegreteria e l'ingresso di numerosi dirigenti rautiani in direzione nazionale.
Al XV congresso del MSI a Sorrento nel 1987 vi fu la successione ad Almirante, ormai gravemente malato. Rauti si ripresentò alla guida della propria rinata corrente denominata "Andare oltre" scontrandosi con il giovane Gianfranco Fini sostenuto dal segretario uscente. Rauti, pur sconfitto, insieme con la corrente di Beppe Niccolai, raccolse quasi la metà dei consensi e la componente "Andare Oltre" ottenne la maggioranza relativa con il 28%.
I punti programmatici esposti da Rauti rimasero sostanzialmente gli stessi già espressi nei congressi precedenti; in particolare pose una maggiore attenzione circa il "risveglio arabo".
Alle elezioni europee del 1989 il MSI subì un calo elettorale e Fini perse il supporto di alcuni suoi grandi elettori.

### Segretario del partito

Pino Rauti e Gianfranco Fini al Congresso di Rimini del 1990

Al XVI Congresso di Rimini del 1990, coalizzandosi con la componente di Domenico Mennitti, Rauti vinse su Fini nello scontro per la segreteria. A questo punto Rauti, più intellettuale che politico, non riuscì ad arrestare l'emorragia di voti dopo la morte di Almirante. Inoltre un infortunio all'anca gli impedì di svolgere a tempo pieno le mansioni di segretario, dovendo delegare Mennitti. Nel 1991 inoltre scoppiò la Guerra del Golfo, che vide contrapposta una coalizione internazionale all'Iraq di Saddam Hussein e stranamente la sua segreteria, momentaneamente retta da Mennitti, si schierò con gli americani, provocando una spaccatura nella sua stessa corrente.
Dopo la sconfitta alle amministrative e alle elezioni regionali in Sicilia del 1991 il MSI arrivò elettoralmente al suo minimo storico e la componente di Fini richiese un nuovo Congresso. Il Comitato centrale del partito, cui Rauti si era presentato già dimissionario, decise di procedere al nuovo reincarico. Lo scontro tra Mennitti e Fini fu vinto da quest'ultimo con il 53% dei voti e Fini ritornò alla segreteria dal luglio 1991.

### La svolta di Fiuggi e il MSFT
Europarlamentare dal 1994 fino al giugno 1999, dopo il congresso di Fiuggi del 1995, che trasforma il Movimento Sociale in Alleanza Nazionale (scelta di cui fu strenuo oppositore), Rauti fondò insieme con gli ex senatori Giorgio Pisanò e Cesare Biglia e all'ex deputato Tommaso Staiti di Cuddia il Movimento Sociale Fiamma Tricolore, dopo che una sentenza del Tribunale Civile di Roma impedisce ai rautiani di utilizzare il nome e il simbolo storici del MSI-DN, mentre viene velocemente scartata l'ipotesi di chiamare il nuovo sodalizio politico Partito della Rifondazione Missina. Il partito, presentatosi da solo, riesce a eleggere un senatore con il recupero proporzionale, il penalista siciliano Luigi Caruso che ottiene quasi il 20% dei voti nel collegio n. 19 della Sicilia (Avola).
Per alcuni anni il Movimento Sociale Fiamma Tricolore, fu l'unico partito che riuscì a coagulare tutta la destra rimasta dichiaratamente fascista in un movimento ben strutturato con percentuali non insignificanti risultando determinante per la vittoria del centro-destra di Berlusconi alle elezioni regionali del 2000 in Abruzzo e in Calabria. Alla guida del MSFT, Rauti si candidò a sindaco di Roma alle elezioni amministrative del 1997.
Alle elezioni politiche del 2001 con tutta una serie di desistenze, Rauti ottenne la rielezione del senatore Luigi Caruso nel collegio di Avola, che si presentò questa volta, sempre come rappresentante della Fiamma Tricolore, nella lista della Casa delle Libertà, risultando vincitore nel collegio uninominale con la percentuale di circa il 42% dei voti validi.
Nell'ottobre 2003, il Tribunale Civile di Roma accoglie un ricorso presentato da alcuni iscritti alla Fiamma Tricolore e stabilisce d'invalidare l'elezione del comitato centrale adottato dall'assemblea del partito nel 2000, che confermava Rauti come presidente. A seguito di quella sentenza e dei contrasti tra lo stesso Rauti e il segretario del partito Luca Romagnoli in merito all'adesione al cartello Alternativa Sociale promosso da Alessandra Mussolini, Rauti è stato espulso dalla Fiamma Tricolore.

### Il Movimento Idea Sociale
Dopo l'espulsione Rauti ha fondato, insieme ad altri ex-esponenti del MSFT a lui vicini (tra cui l'unico parlamentare del partito, Luigi Caruso), il Movimento Idea Sociale, riuscendo a presentare una lista alle elezioni europee del 2004 raccogliendo lo 0,1% dei consensi.
Alle elezioni regionali del 2005 trovò un accordo con la Casa delle Libertà ottenendo lo 0,5% di media nazionale. Il Movimento Idea Sociale è rimasto nell'orbita della Casa delle Libertà fino ai primi mesi del 2006, quando, in vista delle elezioni politiche, strinse un accordo con Forza Italia per l'inclusione di propri candidati nelle liste del partito berlusconiano; a seguito di polemiche sulla presenza dei candidati del MIS nelle liste del partito, però, FI ha rotto l'accordo. Il movimento ha deciso allora di presentare liste autonome, raccogliendo però le firme necessarie a partecipare alla competizione elettorale solo nella regione Puglia, dove ha poi ottenuto circa 3.000 voti che corrispondono allo 0,008% di media nazionale. Dopo le elezioni politiche, una parte del MIS, guidata da Fabrizio Taranto e Vincenzo Galizia, uscì dal partito fondando il movimento Destra per l'Italia - Patria e tradizione.
Nel 2008 il suo MIS (Rauti non si è candidato) ha partecipato alle elezioni politiche nazionali sotto il simbolo del partito di Roberto Fiore (Forza Nuova) avendo siglato un accordo elettorale. Al secondo turno delle elezioni comunali di Roma dello stesso anno Rauti espresse il suo appoggio al candidato del PDL Gianni Alemanno, suo genero, che fu poi eletto sindaco della città.
Morì il 2 novembre 2012 all'età di 85 anni.

## Famiglia
Pino Rauti era il suocero del sindaco di Roma, Gianni Alemanno, del Popolo della Libertà. La figlia di Rauti, Isabella, è anch'ella impegnata in politica, prima nel Fronte della Gioventù e nel MSI, successivamente nel Movimento Sociale Fiamma Tricolore, in Alleanza Nazionale, nel PdL (per il quale fu anche consigliera regionale del Lazio) e infine in Fratelli d'Italia, partito con cui è stata eletta senatrice nel 2018.
Dopo la morte di Rauti le figlie Isabella e Alessandra (quest'ultima giornalista e conduttrice del GR), con cadenza annuale organizzano a Roma un convegno rievocativo.

## Opere

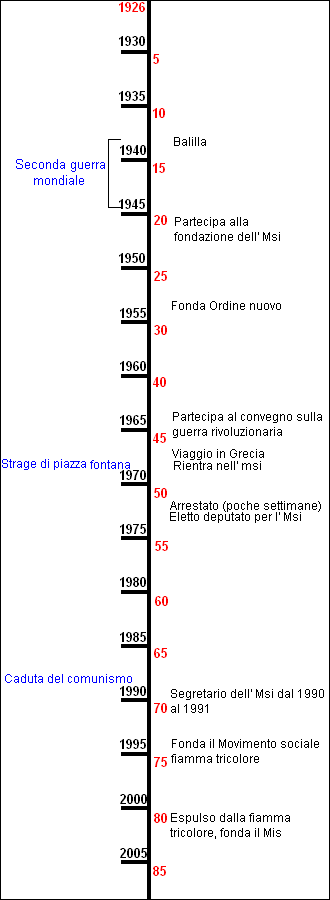
Cronologia della vita di Pino Rauti

- La democrazia, ecco il nemico!, Roma, Asso di bastoni, 1952.
- Benito Mussolini, Roma, Centro Editoriale Nazionale, 1957; Roma, Il settimo sigillo, 1989.
- Vite di donne, a cura di, Roma, Centro Editoriale Nazionale, 1957.
- Volto di un'epoca, a cura di, Roma, Centro Editoriale Nazionale, 1957.
- 1915-1945. Storia d'Italia nei discorsi di Mussolini, Roma, Centro Editoriale Nazionale, 1960.
- Le idee che mossero il mondo, Roma, Centro Editoriale Nazionale, 1963.
- Storia d'Italia nei discorsi di Mussolini, 1915-1945, come Umberto Giusti, 2 voll., Roma, Centro Editoriale Nazionale, 1965.
- L'immane conflitto. Mussolini, Roosevelt, Stalin, Churchill, Hitler, Roma, Centro Editoriale Nazionale, 1965.
- Le mani rosse sulle forze armate, con Guido Giannettini, 1966, (ristampa a cura della Commissione PID di Lotta Continua, Roma, Savelli, 1975).
- La conquista del potere, con Rutilio Sermonti, Roma, Centro Editoriale Nazionale, 1976.
- Le interpretazioni e le origini, con Rutilio Sermonti, Roma, Centro Editoriale Nazionale, 1976.
- Perché 'no' all'aborto. Discorso pronunciato alla Camera dei deputati nella seduta del 2 marzo 1976, Roma!, Stabilimenti Tipografici Carlo Colombo, 1976.
- Storia del fascismo, con Rutilio Sermonti, 6 voll., Roma, Centro Editoriale Nazionale, 1976-1978.

I, Le interpretazioni e le origini, Roma, Centro Editoriale Nazionale, 1976.
II, Verso il governo, Roma, Centro Editoriale Nazionale, 1976.
III, La conquista del potere, Roma, Centro Editoriale Nazionale, 1976.
IV, Nascita di una nazione, Roma, Centro Editoriale Nazionale, 1977.
V, L'espansione e l'Asse, Roma, Centro Editoriale Nazionale, 1977.
VI, Nel grande conflitto, Roma, Centro Editoriale Nazionale, 1978.
- Andare oltre. Intervento al Congresso nazionale del MSI, Sorrento, 12 dicembre 1987, Palermo, Romano, 1988.
- La crisi del marxismo, Barrafranca, La piramide, 1989.
- L'eredità culturale e linguistica dell'Europa, Barrafranca, La piramide, 1989.
- Fascismo e Mezzogiorno, con Rutilio Sermonti, Roma, Settimo Sigillo, 1990.
- Prefazione a Francesco Foti, "... Sarà il sangue a far la storia!". Martirologio dei polesani che dopo l'8 settembre 1943 aderirono alla Repubblica Sociale Italiana, Roma, Nuove Idee, 2005. ISBN 88-7557-120-1.